# SummerSlam (2026)
SummerSlam 2026, también promocionado como SummerSlam: Minneapolis, será el 39.º evento anual de pago por evento (PPV) y transmisión en vivo de lucha libre profesional de SummerSlam producido por WWE. Se realizará para luchadores de las divisiones de las marcas Raw y SmackDown. Tendrá lugar el 1 y 2 de agosto del 2026 en el U.S. Bank Stadium de Minneapolis, Minnesota. 
Será la segunda edición de SummerSlam que se llevará a cabo en dos noches, similar a los últimos WrestleMania que tienen este formato de dos noches, sin embargo, fue oficialmente la primera edición que se anunció con el formato de dos noches. También será la primera edición de SummerSlam que se celebrara antes de Money in the Bank.

## Producción
SummerSlam es un evento anual de lucha libre profesional celebrado tradicionalmente en agosto por WWE desde 1988. Apodado como «la fiesta más caliente del verano», es uno de los cinco eventos más importantes del año de la promoción, junto con WrestleMania, Royal Rumble, Survivor Series y Money in the Bank, conocidos como los «cinco grandes». De los cinco, se considera el segundo mayor evento del año de WWE, por detrás de WrestleMania.